# Dolenje Radulje
Dolenje Radulje – wieś w Słowenii, w gminie Škocjan. W 2018 roku liczyła 78 mieszkańców.